# Pitkäjärvi (Karesuando socken, Lappland, 763719-170852)
Pitkäjärvi är en sjö i Kiruna kommun i Lappland och ingår i Torneälvens huvudavrinningsområde. Sjön har en area på 1,02 kvadratkilometer och ligger 754 meter över havet. Sjön avvattnas av vattendraget Suvijoki (Suvukursu).

## Delavrinningsområde
Pitkäjärvi ingår i det delavrinningsområde (763609-170881) som SMHI kallar för Utloppet av Pitkäjärvi. Medelhöjden är 758 meter över havet och ytan är 2,97 kvadratkilometer. Räknas de 4 avrinningsområdena uppströms in blir den ackumulerade arean 16,47 kvadratkilometer. Suvijoki (Suvukursu) som avvattnar avrinningsområdet har biflödesordning 3, vilket innebär att vattnet flödar genom totalt 3 vattendrag innan det når havet efter 536 kilometer. Avrinningsområdet består mestadels av kalfjäll (66 procent). Avrinningsområdet har 1,02 kvadratkilometer vattenytor vilket ger det en sjöprocent på 34,3 procent.